# Дувал (Вашингтон)
Дувал (енгл. Duvall) град је у америчкој савезној држави Вашингтон. По попису становништва из 2010. у њему је живело 6.695 становника.

## Демографија
Према попису становништва из 2010. у граду је живело 6.695 становника, што је 2.079 (45,0%) становника више него 2000. године.
| Група             | 2000.         | 2010.         |
| Белци             | 4.218 (91,4%) | 5.725 (85,5%) |
| Афроамериканци    | 21 (0,5%)     | 30 (0,4%)     |
| Азијати           | 91 (2,0%)     | 178 (2,7%)    |
| Хиспаноамериканци | 172 (3,7%)    | 513 (7,7%)    |
| Укупно            | 4.616         | 6.695         |